# Эффект ожидания наблюдателя
Эффект ожидания наблюдателя (англ. observer-expectancy effect) —также известный как эффект Розенталя или эффект экспериментатора, это когнитивное искажение, при котором ожидания, предварительные установки или предвзятость наблюдателя влияют на то, каким образом наблюдаемые события или испытуемые поведут себя в ходе эксперимента или исследования. Влияние ожиданий и предубеждений наблюдателя может заключаться в том, что наблюдатель может бессознательно влиять на поведение или действия субъектов, например, посредством невербальных сигналов, сигналов или подсознательное воздействие.

## История вопроса
Ранние наблюдения и гипотезы
Самые первые упоминания об эффекте ожидания наблюдателя появился в начале XX века. Один из таких примеров связан с «умной лошадью» Гансом. Ганс был лошадью, которая, по словам ее владельцев, могла решать арифметические задачи и отвечать на вопросы, постукивая копытом. Однако более поздние исследования показали, что Ганс реагировал не на задания, а на тонкие невербальные сигналы владельца.
Исследование Розенталя
Ключевое развитие феномена ожиданий наблюдателя связано с работами Роберта Розенталя в 1960-х годах. В одном из своих знаменитых экспериментов Розенталь и Ленор Джейкобсон (1968) провели исследование в начальной школе, в ходе которого учителям рассказывали о некоторых, отобранных случайным образом, учениках, у которых был высокий потенциал интеллектуального роста. Через некоторое время эти школьники показали значительное улучшение успеваемости. Это исследование показало, что ожидания учителей могут влиять на учеников, тем самым подтвердив существование эффекта Розенталя.

## Примеры проявления эффекта
Научные исследования. В психологии, медицине, социологии и других научных областях ожидания и предубеждения исследователей могут исказить интерпретацию результатов экспериментов и наблюдений. Для минимизации влияния данного эффекта используются такие методы, как «двойное слепое исследование», где ни участники эксперимента, ни исследователи не знают, кто из участников получает экспериментальное воздействие, а кто — плацебо.
Образование. В образовательных учреждениях ожидания учителей в отношении учащихся могут влиять на их достижения и развитие, создавая так называемое"самопрогнозирование". Осознание влияния данного эффекта позволяет разработать стратегии для более объективного и профессионального подхода к обучению, способствуя созданию поддерживающей и стимулирующей образовательной среды.
Медицина. Ожидания врачей относительно здоровья и болезни пациентов могут влиять на диагностику, лечение и терапевтические результаты. Понимание работы данного эффекта помогает медицинским работникам более осознанно искать подход к общению с пациентами, что может улучшить результаты лечения и общее состояние пациентов.
Судебная система. Ожидания судей, прокуроров и присяжных могут повлиять на процесс принятия решений и вынесение приговора.
Экономика и финансы. Ожидания инвесторов и рыночных аналитиков могут повлиять на финансовые рынки и экономические прогнозы.